# 密勒始鱷屬
密勒始鱷屬（學名：Millerosaurus）是種史前爬行動物，屬於無孔亞綱的米勒古蜥科，生存於二疊紀晚期（長興階）的南非。
不同於其他無孔類，密勒始鱷的頭顱骨兩側有洞孔，位於眼眶後方。牠們的體型平坦，尾巴長，頭顱骨呈三角形（約2吋長），眼眶大。密勒始鱷的外表類似現代蜥蜴，被推測可能以昆蟲為食。